# Julian Steinhaus
Julian Steinhaus (Julius Steinhaus, ur. 6 lipca 1865 w Warszawie, zm. 16 maja 1922 w Schaerbeek) – polski i belgijski lekarz oraz przyrodnik, autor prac naukowych, tłumacz.

## Życiorys
Syn Teodora Steinhausa (Sztajnhausa, 1830–1891) i Anny z Herszfeldów. Uczył się w V Gimnazjum w Warszawie, a następnie studiował medycynę na Cesarskim Uniwersytecie Warszawskim, otrzymując tytuł lekarza cum eximia laude w 1892 roku. Potem pracował jako asystent w zakładzie anatomii patologicznej u Łukjanowa i jako prosektor Szpitala Starozakonnych w Warszawie. W 1906 roku na stałe wyjechał do Belgii, od 1913 roku miał belgijskie obywatelstwo. Był profesorem w Institut Meurice w Brukseli i kierownikiem pracowni patologicznej przy Clinique Saint Jean. Zmarł w 1922 roku, pochowany jest na Cmentarzu Schaerbeek. Jedyny życiorys Steinhausa opracował Cezary W. Domański.
Przetłumaczył na język polski prace Ribota, Büchnera, Haeckela i Jägera. Opracował słownik angielsko-esperancki (1888).
Poza medycyną zajmował się również mykologią i protistologią. Opisał nowe dla nauki gatunki grzybów: Amanita roseola, Russula acris i Russula polonica, a także pierwotniaka Eimeria salamandrae. Na jego cześć nazwano gatunek Lepiota steinhausii.

## Wybrane prace
- Fungi nonnulli novi. Hedwigia 26 (4–5), s. 127–129, 1887
- Analytische Agaricineen Studien. Hedwigia 27 (1), s. 37–54, 1888
- Die Aetiologie der acuten Eiterungen. Litterarisch-kritische, experimentelle und klinische Studien. Leipzig: Veit u. Comp., 1889
- Menstruation und Ovulation in ihren gegenseitigen Beziehungen. Leipzig: Veit u. Comp., 1890
- Nowotwory złośliwe. Ich morfologia i biologia ze stanowiska patologii doświadczalnej i anatomii patologicznej. Warszawa: Księgarnia E. Wende i S-ka (T. Hiż i A. Turkuł), 1918